# Galiax
Galiax är en kommun i departementet Gers i regionen Occitanien i sydvästra Frankrike. Kommunen ligger i kantonen Plaisance som tillhör arrondissementet Mirande. År 2022 hade Galiax 184 invånare.

## Befolkningsutveckling
Antalet invånare i kommunen Galiax
Referens:INSEE